# Chengdu Sports Centre
Chengdu Sports Centre (chiń. 成都市体育中心; pinyin Chéngdū shì Tǐyùzhōngxīn) – wielofunkcyjny stadion w Chengdu, w Chinach. Obiekt może pomieścić 42 000 widzów. Swoje spotkania rozgrywa na nim drużyna Chengdu Blades. Stadion był jedną z aren piłkarskich Mistrzostw Świata kobiet w 2007 roku oraz Pucharu Azji kobiet w roku 2010.